# East India Youth
William Doyle, được biết tới nhiều hơn với nghệ danh East India Youth, là một nhạc sĩ electronic người Anh sinh ra tại Bournemouth. Album đầu tay của Anh, Total Strife Forever, được phát hành bởi Stolen Recordings vào ngày 13 tháng 1 năm 2014. Nó được đề cử giải Album của Năm tại Barclaycard Mercury Music Prize, cũng như giải Album Độc lập của Năm tại AIM Independent Music Awards 2014.
Cái tên East India Youth đến từ vùng East India Docks ở Đông London, nơi Doyle sống trong khi viết nhạc cho Total Strife Forever, một tác phẩm được ảnh hưởng bởi Tim Hecker, Brian Eno và Harold Budd. Từ Youth: "Đó là do nơi này đã bắt đầu một điều gì đó mới mẽ với tôi; Tôi được tái sinh". Doyle là cựu thành viên của ban nhạc Doyle and the Fourfathers Lưu trữ ngày 24 tháng 12 năm 2015 tại Wayback Machine.
Ngày 27 tháng 1 năm 2015, việc Doyle ký hợp đồng với XL Recordings và album thứ hai của anh có tên Culture of Volume được công bố. Album được phát hành ngày 6 tháng 4 năm 2015, tiêu đề xuất phát từ một dòng trong bài thơ 'Monument' của Richard Holland.

## Đĩa nhạc
| Năm  | Thông tin | Vị trí cao nhất |
| Năm  | Thông tin | UK              |
| ---- | --- | --------------- |
| 2014 | Total Strife Forever - Phát hành: 13 tháng 1 năm 2014 - Hãng đĩa: Stolen Recordings - Định dạng: CD, LP, Tải kỹ thuật số | 85              |
| 2015 | Culture of Volume - Phát hành: 6 tháng 4 năm 2015 - Hãng đĩa: XL Recordings - Định dạng: CD, LP, Tải kỹ thuật số         | 50              |